# Myiopharus moestus
Myiopharus moestus is een vliegensoort uit de familie van de sluipvliegen (Tachinidae). De wetenschappelijke naam van de soort is als Didyma moesta voor het eerst geldig gepubliceerd in 1890 door Frederik Maurits van der Wulp.